# Јуриј Венелин
Јуриј Иванович Венелин (укр. Венелін Юрій Іванович; 4. мај 1802 — Москва, 7. април 1839) украјински и бугарски историчар и филолог, слависта романтичар.
У свом делу Древни и данашњи Бугари, и њихови политички, народни, историјски и религиозни односи са Русима излаже тезу о словенско-руском пореклу Бугара супротстављајући је владајућој татарској теорији.
Дао је теорије о словенском пореклу Хуна.